# Gustav Fimpel
Gustav Fimpel (* 26. Juni 1895 in Gutach im Breisgau; † 26. April 1965 in Hornberg) war ein deutscher sozialdemokratischer Politiker.

## Werdegang
Fimpel war in der Weimarer Republik Vorsitzender des Ortsvereins der SPD in der südbadischen Stadt Hornberg. Nach der Machtübernahme der Nationalsozialisten verbrachte er zwei Jahre in einem Konzentrationslager und erhielt nach seiner Heimkehr keine Arbeitserlaubnis mehr.
1945 wurde er nach der Besetzung des Ortes durch französische Truppen als Bürgermeister der Stadt Hornberg eingesetzt und bei der ersten Gemeindewahl im September 1946 im Amt bestätigt.
Im September 1951 zog er als Nachrücker für Friedrich Leibbrandt über die Landesliste in den Badischen Landtag ein, dem er bis 1952 angehörte.

## Ehrungen
- 1952: Verdienstkreuz am Bande der Bundesrepublik Deutschland